# Marcella O'Grady
Pour les articles homonymes, voir O'Grady et Boveri.
Marcella O'Grady ou Marcella Boveri, née à Boston le 7 octobre 1863 et morte à Trenton dans le New Jersey le 24 octobre 1950, est une biologiste américaine.

## Biographie
Marcella O'Grady est née à Boston, Massachusetts, États-Unis, fille d'immigrants irlandais. Elle a fait ses études secondaires au lycée de filles de Boston. Elle a ensuite suivi les cours au Massachusetts Institute of Technology dont elle a été la première femme à recevoir le diplôme de fin d'études. Elle finit ses études à l'université Harvard. Marcella O'Grady a travaillé comme assistante du professeur Edmund Beecher Wilson, pionnier de la biologie cellulaire, à l'université pour jeunes filles Bryn Mawr College en Pennsylvanie. Elle reçut la bourse de recherche en biologie 1887-1889 pour poursuivre son travail à Bryn Mawr. Elle est nommée professeure associée en 1889, puis professeure titulaire en 1893, au Vassar College, Poughkeepsie, New York.
En 1896, Edmund B. Wilson l'envoie chez son collègue et ami, Theodor Boveri, à Wurtzbourg en Allemagne. Alors que les femmes n'ont pas accès à l'université en Allemagne, Marcella O'Grady travaille avec Boveri, l'épouse le 4 octobre 1897 au monastère du Bon Berger à Troy, dans l'État de New York. Elle met au monde leur fille Margret le 14 août 1900. Elle épouse Theodor Boveri, le couple a un seul enfant, Margret Boveri (en) (1900–1975), une journaliste célèbre après la guerre en Allemagne.
Son nom n’apparaît sur aucune des publications scientifiques de Theodor Boveri bien qu'elle soit la principale collaboratrice de son mari jusqu'à la mort de celui-ci en 1915. Elle demeure en Allemagne quelques années, le temps nécessaire pour que sa fille finisse ses études et vole de ses propres ailes. Elle retourne aux États-Unis en 1925. Elle reprend alors l'enseignement à Albertus Magnus College, New Haven, Connecticut, où elle reste jusqu'en 1942. Elle traduit en anglais le livre L'Origine des tumeurs malignes qu'elle a coécrit en allemand avec son mari.
Elle meurt le 24 octobre 1950 à Trenton (New Jersey). Elle est inhumée à Collier Familial Burial Ground, Wickatunk, New Jersey.

## Œuvre scientifique
Marcella O'Grady a contribué à élucider les rôles respectifs des chromosomes et du cytoplasme dans les mécanismes de l'hérédité et du développement.
Elle a aussi grandement contribué à relier le rôle possible des chromosomes dans la transformation cancéreuse.

## Contributions à l'éducation et à la promotion des femmes de science
Elle a développé un enseignement de biologie original lorsqu'elle a repris ses fonctions de professeur aux États-Unis en 1925.